# Milionový pár
Milionový pár je česká televizní reality show vysílaná na podzim roku 2004 TV Nova.

## Podoba soutěže
Jednalo se o první původní českou reality show. Účastnilo se jí celkem 24 soutěžících rovnoměrně rozdělených mezi obě pohlaví. Do konkurzu se jich však přihlásilo asi pět set a účastníky klání z nich vybírala pětičlenná porota ve složení dramaturgyně Soňa Polonyiová, konzultant Michal Čech, režisér Vladimír Vobratílek, moderátor Radek John a psycholožka Jitka Douchová. Věk účastníků se pohyboval mezi 25 a 35 lety. Během období třinácti týdnů měli hráči plnit zadané úkoly. O dvojici muže a ženy, jež by mohla vytvořit ideální pár, rozhodovali televizní diváci zasíláním SMS zpráv. Pokud by se na konci soutěže vítězná dvojice rozhodla pro svatbu, získala by částku 500 tisíc. V případě, že jejich manželství vydrží rok po svatbě, získají manželé dalšího půl milionu korun českých.
Po celou dobu soutěže trávili soutěžící v Penzion Osamělých srdcí, který se nacházel v Jílovišti jižně od Prahy. V objektu byly, s výjimkou koupelny a ložnice, umístěny kamery, jež natáčely účastníky soutěže. Soutěžícím se také věnovali recepční (ztvárňovaná herečkou Janou Durčákovou), barman (Vladimír Kulhavý), kuchař (Josef Beck) a údržbář či správce hotelu (Tomáš Bělohlávek). Neměl-li již soutěžící zájem ve hře dále pokračovat, mohl ji dobrovolně ukončit a penzión opustit. Jestliže se však dva účastníci do sebe v jejím průběhu zamilovali, mohli v penziónu využít pokoje číslo 13. Pokud za sebou zavřeli dveře, byli ze soutěže vyloučeni a v případě uskutečnění svatebního obřadu stvrzujícího jejich vztah do vysílání šestého dílu Milionového páru zaplatila by jim TV Nova celou svatbu i následnou svatební cestu.
Jako moderátor soutěže byl předem oznámen brněnský rozhlasový moderátor Robert Hégr, jehož si televize vybrala z osmi vážných zájemců. Jednotlivé díly však moderoval vedoucí projektu Radek John, zatímco Hégr byl především průvodcem reportáží z dění v penzionu. Režisérem celé soutěže byl Michal Čech.

## Seznam soutěžících
Každý z účastníků vystupoval v soutěži se svým číslem.

### Muži
1. Filip Cahlík
2. Jaroslav Kubelka
3. Pavel Hilscher
4. Tomáš Holan
5. Vít Staněk
6. Filip Hucek
7. Ladislav Kelbich
8. Milan Strnadel
9. Vojtěch Jíra
10. Miroslav Sázovský
11. Dalibor Janota
12. Petr Jonáš

### Ženy
1. Jitka Kymlová
2. Jana Špidlenová
3. Ester Ládová
4. Lucie Mikuličová
5. Veronika Bílková
6. Michaela Kaparová
7. Blanka Vosmeková
8. Ludmila Rohlová
9. Jana Nováčková
10. Katharina Gajewská
11. Nicol Lenertová
12. Šárka Bultasová

## Průběh soutěže
Jednotlivé díly soutěže se vysílaly ve čtvrtek od 20 hodin a byly rozděleny na dvě části. Nejprve diváci mohli sledovat vývoj v penziónu. Po skončení této první části vysílala televize seriál Redakce a pořad Občanské judo, na něž navazovala druhá část vysílání Milionového páru, v níž se diváci dozvěděli, který muž a která žena již v klání dále pokračovat nebudou. První díl se ze záznamu vysílal 16. září 2004 (další pak již přímým přenosem) a sledoval ho 1,6 milionu diváků. Ze soutěže postupně vypadli Jaroslav Kubelka s Vítem Staňkem a Milanem Strnadelem a dále Jana Špidlenová s Katharinou Gajewskou a Michaelou Kaparovou. Navíc klesala také sledovanost pořadu – na druhý díl se dívalo 1,45 milionu, třetí díl si ke sledování zvolilo 1,145 milionu diváků a čtvrté pokračování 1,106 milionu diváků.
Po asi 14 dnech od premiéry se na internetu začaly objevovat pornografické fotografie Ester Ládové. Následně získala televize Nova videokazetu zachycující při skupinové souloži Veroniku Bílkovou. Ta se však proti tomuto nařčení chystala bránit soudní cestou. K fotografování erotických snímků se poté sama přiznala i další soutěžící, Blanka Vosmeková. Televize následně vysílání pořadu ukončila, neboť se bála, že by Ládová mohla celé klání vyhrát, a TV Nova nechtěla prezentovat takovouto ideální nevěstu. Poslední díl soutěže se vysílal 7. října a další týden jej již nahradil pořad Politické harašení.

## Balírna
Obdobnou soutěž vysílala ve stejné době také televizní stanice Prima. Pořad se jmenoval Balírna a každého dílu se účastnil jeden muž nebo žena, jimž byli představeni tři potenciální partneři opačného pohlaví. Televizní diváci následně svými hlasy zaslanými prostřednictvím SMS vybrali soutěžícímu vhodného partnera, s nímž se poté za dohledu kamer pokusil navázat vztah. První díl se vysílal 5. října 2004.